# Sziszkert
Sziszkert – wieś w Armenii, w prowincji Sjunik. W 2011 roku liczyła 264 mieszkańców.